# Muzyka celtycka

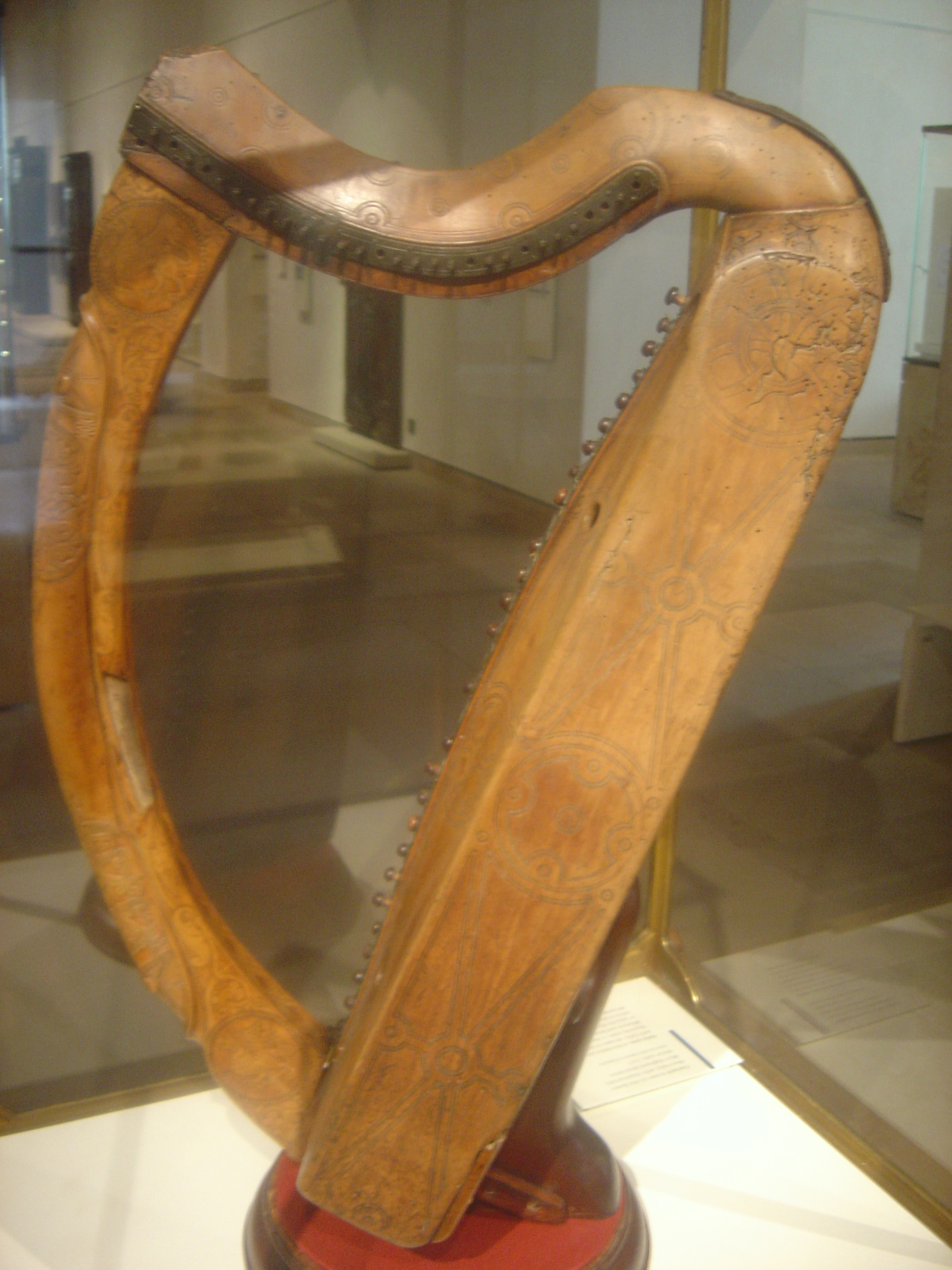
Celtycka harfa w Muzeum Szkocji w Edynburgu

Muzyka celtycka – szeroko pojęty gatunek muzyczny zaliczany do muzyki folkowej, wywodzący się z tradycji muzycznej narodów celtyckich, zamieszkujących głównie tereny dzisiejszej Irlandii, Walii, Szkocji, Anglii, Bretanii, Galicji oraz Asturii. Instrumentami wykorzystywanymi przez zespoły grające muzykę celtycką są m.in. akordeon, bodhrán, buzuki, dudy, harfa, harmonijka ustna, tin whistle, skrzypce itp. Charakterystycznymi formami muzycznymi dla tego gatunku są jig i reel.
Współczesna muzyka celtycka jest najczęściej wzorowana na muzyce folkowej Irlandii (często terminy celtic folk i Irish folk są używane zamiennie) oraz Szkocji, czasami przeplatając się z szantami. Jednym z najbardziej znanych utworów zaliczanych do tego gatunku jest irlandzka melodia ludowa „Whiskey in the Jar” wykonywana w rockowej aranżacji przez zespół Thin Lizzy. Elementy muzyki celtyckiej są wykorzystywane m.in. w twórczości takich punkrockowych zespołów jak Dropkick Murphys, Flogging Molly lub Flatfoot 56.

## Historia
Muzyka celtycka na przestrzeni dziejów była poddana wielu zmianom. Jednym z popularniejszych instrumentów irlandzkich od znanych początków tej muzyki była harfa. Do czasu festiwalu w Belfaście w 1792 r. (Belfast Harp Festival) harfiarze byli czołowymi grajkami, można ich było spotkać na dworach ówczesnych właścicieli ziemskich. Słowa muzyki były pisane przez ówczesnych poetów właśnie w celu ich zaśpiewania, utwory te stanowią pokaz specyficznej atmosfery wielu setek lat. Samo śpiewanie było wykonywane zazwyczaj solo i bez akompaniamentu, ale często było też bardzo złożone. Taki styl, który można znaleźć w większości utworów irlandzkich, nazywa się Sean-nōs.
Poza harfą, innym instrumentem specyficznym dla tej muzyki jest irlandzka odmiana dud zwana uilleann pipes. Kontakt z kontynentem europejskim zaprowadził też do wprowadzenia innych instrumentów i innych wpływów muzycznych np. z tradycji barokowej. Jednym z przedstawicieli był Turlough O’Carolan. O ile harfy były używane głównie do akompaniamentu, z czasem zaczęto używać innych instrumentów do muzyki tanecznej. Prym tutaj wiodą skrzypce, flet, akordeon i koncertyna. Ta muzyka celtycka używając głównie formy reel i jig miała stały rytm. Jig miało pochodzenie europejskie zaś reel napłynęło ze Szkocji.
Technologia nagrywania utworów w latach 20.–30. XX w. dała muzyce w USA nowy impet, ponieważ wieloma muzykami byli imigranci. Tradycyjna muzyka zanikła w latach 40.–50., by później ponownie stać się punktem zainteresowań w zachodnim świecie w latach 60., przedstawiając na arenie międzynarodowej takich wykonawców jak The Dubliners czy The Clancy Brothers.

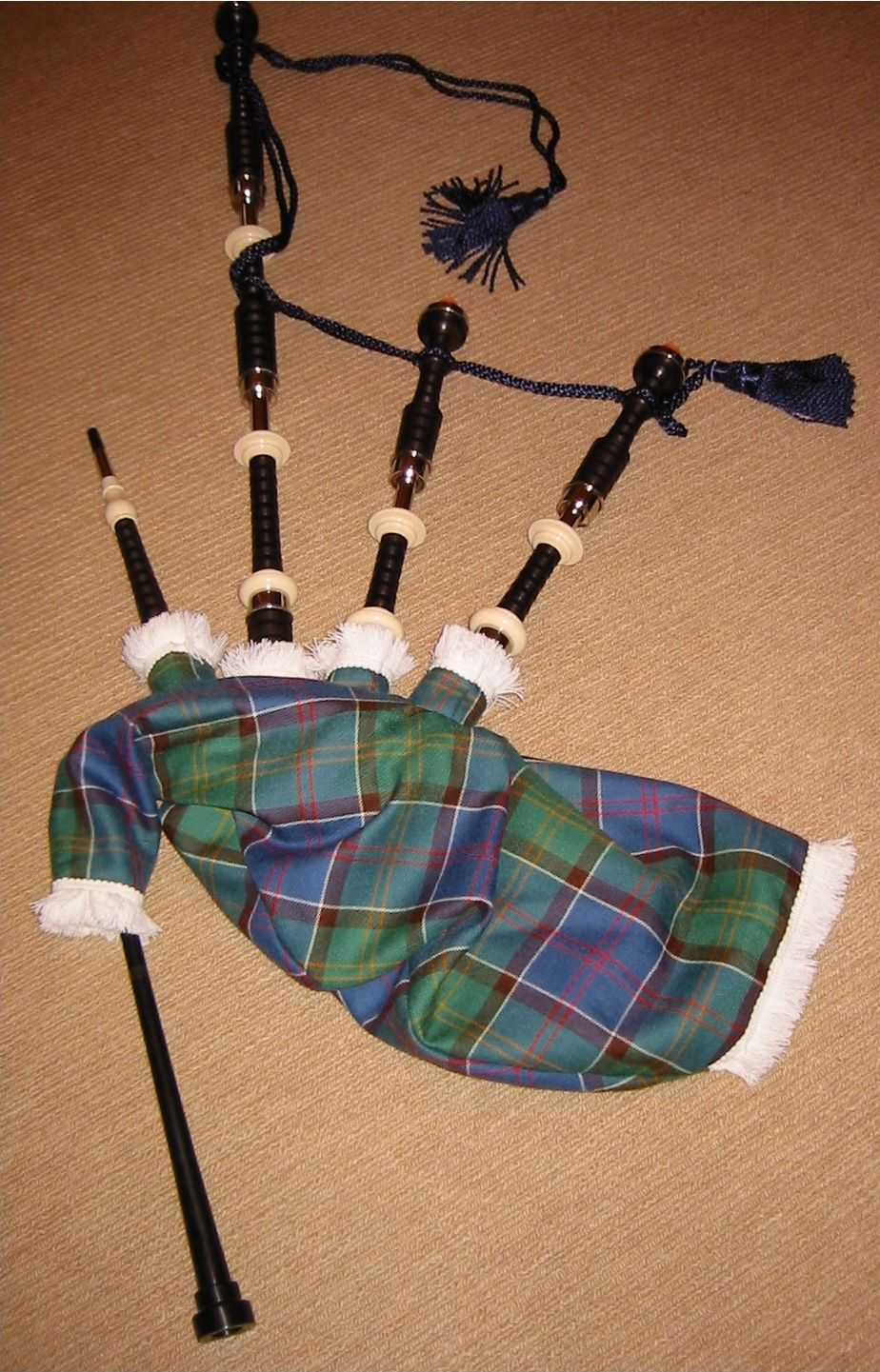
Dudy